# La Lande-sur-Eure
La Lande-sur-Eure – miejscowość i dawna gmina we Francji, w regionie Normandia, w departamencie Orne. W 2013 roku jej populacja wynosiła 175 mieszkańców. 
W dniu 1 stycznia 2016 roku z połączenia ośmiu ówczesnych gmin – La Lande-sur-Eure, Longny-au-Perche, Malétable, Marchainville, Monceaux-au-Perche, Moulicent, Neuilly-sur-Eure oraz Saint-Victor-de-Réno – powstała nowa gmina Longny-les-Villages. Siedzibą gminy została miejscowość Longny-au-Perche. 